# AMOS (programspråk)
AMOS är ett programspråk från Mandarin Software, senare Europress Software utvecklat 1990, baserat på BASIC och tänkt att användas i utvecklingen av datorspel på Amiga-datorer. AMOS skrevs av François Lionet och Constantin Sotiropoulos och var baserat på Atari ST:s STOS.
Den första AMOS-versionen var interpreterande, vilket gav förvisso fungerande men inte speciellt snabba resultat. Senare utvecklades en AMOS-kompilator, vilket möjliggjorde snabbare program. AMOS användes mest för att göra spel och program i utbildningssyfte. Språket var ganska uppskattat inom Amiga-kretsar, då dess enkelhet gjorde det tilltalande för programmeringsnybörjare.
Just för att göra det lättare för nybörjare lanserades 1992 Easy AMOS, som var en mer förenklad version med en tydlig bruksanvisning och inbyggd hjälpfunktion. Senare samma år släpptes AMOS Pro, för den som höll på att växa ur AMOS.

## Programexempel
Följande sats skriver ut det klassiska Hello, World!:
```
Print "Hello, World!"
```